# جوزيه راموس هورتا

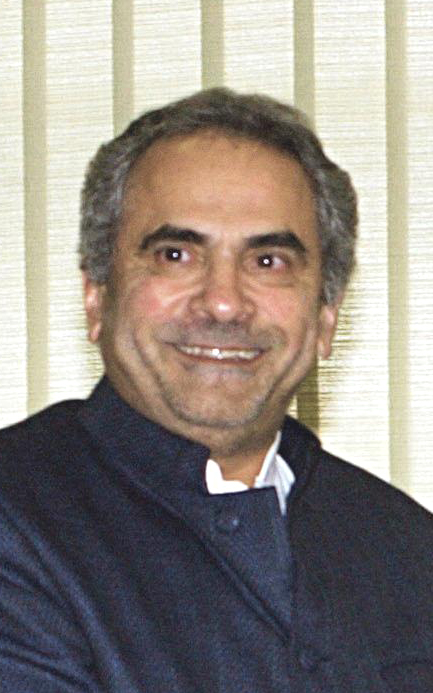
صورة لخوزيه راموس سنة 2004

جوزيه راموس هورتا (بالبرتغالية: José Manuel Ramos-Horta) هو رئيس تيمور الشرقية الثاني (20 مايو 2007 - 20 مايو 2012) بعد الاستقلال عن إندونيسيا. كان قد شغل قبل ذلك منصب رئيس وزراء تيمور الشرقية الثاني (10 يوليو 2006 - 19 مايو 2007) وشغل أيضا وزير الخارجية (2002-2006). ولد هورتا في 26 ديسمبر 1949 في ديلي. تحصل سنة 1996 على جائزة نوبل للسلام مناصفة مع كارلوس فيليب اكسيمنس لعملهما في إيجاد حل سلمي في الصراع في تيمور الشرقية. وإنتخب رئيساً لتيمور الشرقية في 20 مايو 2022.

## بدايات تاريخه وعائلته
وُلد راموس هورتا، من عرق المستيسكو (عرق أمريكي أوروبي مختلط)، في عام 1949 في ديلي، عاصمة تيمور الشرقية، لأم تيمورية وأب برتغالي نُفي إلى ما كان آنذاك تيمور البرتغالية من قبل إستادو نوفو. تلقى تعليمه في بعثة كاثوليكية في قرية سويبادا الصغيرة، التي اختارها فيما بعد فريتلين (حزب الجبهة الثورية لتيمور الشرقية المستقلة) كمقر بعد الغزو الإندونيسي. قُتل أربعة من أشقائه وشقيقاته الأحد عشر على يد الجيش الوطني الإندونيسي.
درس راموس هورتا القانون الدولي العام في أكاديمية لاهاي للقانون الدولي (1983) وفي كلية أنتيوك في يلو سبرينغز، أوهايو، حيث أكمل درجة الماجستير في الآداب في دراسات السلام (1984). تدرب في مجال القانون الدولي لحقوق الإنسان في المعهد الدولي لحقوق الإنسان في ستراسبورغ (1983). أكمل دورات الدراسات العليا في السياسة الخارجية الأمريكية في جامعة كولومبيا في نيويورك (1983). يعد عضوًا مشاركًا أقدم في كلية سانت أنتوني بجامعة أكسفورد (1987) ويتحدث خمس لغات بطلاقة: البرتغالية، بالإضافة إلى الإنجليزية والفرنسية والإسبانية، وأكثر اللغات شيوعًا في تيمور الشرقية؛ اللغة التيتومية.
انفصل عن آنا بيسوا بينتو؛ وزيرة الدولة والإدارة الداخلية في تيمور الشرقية، الذي لديه ولد منها؛ لورو هورتا، المولود في المنفى في موزمبيق.

## مسيرته السياسية
شارك بنشاط في تنمية الوعي السياسي في تيمور البرتغالية، ما تسبب في نفيه لمدة سنتين في عامي 1970 و1971 إلى أفريقيا الشرقية البرتغالية (موزمبيق البرتغالية). كان جده، من قبله، منفيًا أيضًا من البرتغال إلى جزر الأزور، ثم الرأس الأخضر، وغينيا بيساو، وأخيرًا إلى تيمور البرتغالية.
بوصفه معتدلًا في القيادة الوطنية التيمورية الناشئة، عُين وزيرًا للخارجية في حكومة «جمهورية تيمور الشرقية الديمقراطية» التي أعلنتها الأحزاب المؤيدة للاستقلال في نوفمبر 1975. عند تعيينه وزيرًا، كان راموس هورتا يبلغ من العمر 25 عامًا فقط. غادر راموس هورتا تيمور الشرقية قبل ثلاثة أيام من اجتياح القوات الإندونيسية لمناشدة القضية التيمورية أمام الأمم المتحدة.
وصل راموس هورتا إلى نيويورك لمخاطبة مجلس الأمن التابع للأمم المتحدة وحثهم على اتخاذ إجراء لمواجهة الاحتلال الإندونيسي الذي يقدَر خلاله مصرع نحو 102 ألف مواطن تيموري شرقي. كان راموس هورتا الممثل الدائم لفريتلين لدى الأمم المتحدة على مدى السنوات العشر المقبلة. ذكر أصدقاؤه في ذلك الوقت أنه وصل إلى الولايات المتحدة بمجموع 25 دولار في جيبه. كانت حالته المادية مقيدة أغلب الأحيان في تلك الفترة، إذ صمد جزئيًا بفضل رحمة الأمريكان الذين أعجبوا بسياسته وإصراره. علاوة على ذلك، اضطر إلى السفر إلى جميع أنحاء العالم لشرح موقف حزبه.
في عام 1993، مُنحت جائزة رافتو لشعب تيمور الشرقية. مثّل وزير الخارجية المنفي راموس هورتا بلاده في حفل توزيع الجوائز. في مايو 1994، حاول الرئيس الفلبيني فيديل راموس (لا علاقة له به)، مذعنًا إلى ضغوط جاكرتا، حظر عقد مؤتمر دولي حول تيمور الشرقية في مانيلا، ووضع راموس هورتا على القائمة السوداء، مع حذو الحكومة التايلندية حذوه في وقت لاحق من ذلك العام بإعلانه شخصًا غير مرغوب فيه.
في ديسمبر 1996، شارك راموس هورتا جائزة نوبل للسلام مع زميله التيموري؛ الأسقف كارلوس فيليب اكسيمنس بيلو. اختارت لجنة نوبل تكريم الحائزين على جائزة نوبل لما بذلوه من «جهود مستمرة لعرقلة اضطهاد شعب صغير»، على أمل أن «هذه الجائزة ستحفز الجهود الرامية إلى إيجاد حل دبلوماسي للصراع في تيمور الشرقية على أساس حق الشعب في تقرير مصيره». اعتبرت اللجنة راموس هورتا «المتحدث الدولي البارز باسم قضية تيمور الشرقية منذ عام 1975».

## روابط خارجية
- جوزيه راموس هورتا على موقع أوليمبيديا (الإنجليزية)
- جوزيه راموس هورتا على موقع IMDb (الإنجليزية)
- جوزيه راموس هورتا على موقع الموسوعة البريطانية (الإنجليزية)
- جوزيه راموس هورتا على موقع مونزينجر (الألمانية)
- جوزيه راموس هورتا على موقع إن إن دي بي (الإنجليزية)